# Ancognatha vexans
Ancognatha vexans är en skalbaggsart som beskrevs av Brett C.Ratcliffe 1992. Ancognatha vexans ingår i släktet Ancognatha och familjen Dynastidae. Inga underarter finns listade i Catalogue of Life.